# Stephens Breitkopfotter
Stephens Breitkopfotter (Hoplocephalus stephensii) ist eine Schlangenart aus der Familie der Giftnattern (Elapidae) und zählt zur Gattung der Breitkopfottern (Hoplocephalus). Im Englischen wird die Art auch als „Stephen's Banded Snake“ oder „Yellow Banded Snake“ bezeichnet. Die wissenschaftliche Erstbeschreibung erfolgte durch Gerard Krefft im Jahr 1869 unter der heute noch gültigen Bezeichnung Hoplocephalus stephensii. Das Artepitheton ehrt William John Stephens, erster Direktor der Sydney Grammar School. Es sind keine Unterarten bekannt.

## Merkmale
Hoplocephalus stephensii erreicht eine Gesamtlänge bis 50 bis 120 cm. Die mittelgroße Art weist einen schlanken, jedoch kräftigen Körperbau mit einem mittellangen Schwanz auf. Der Kopf ist breit, leicht abgeflacht und deutlich vom Hals abgesetzt. Die Augen sind mäßig groß und haben runde Pupillen. Die dorsalen und lateralen Körperschuppen (Scuta dorsalia) sind glatt und relativ matt. Die Bauchschuppen (Scuta ventralia) sind leicht kantig und gekerbt, so dass sich auf jeder Körperseite ein Bauchkiel bildet.
Der Giftapparat besteht, wie für Giftnattern typisch, aus seitlich des Schädels befindlichen Giftdrüsen (spezialisierte Speicheldrüsen) und im vorderen Oberkiefer befindlichen, unbeweglichen Fangzähnen (proteroglyphe Zahnstellung).

## Verbreitung
Das Verbreitungsgebiet liegt an der Ostküste Australiens und erstreckt sich vom zentralen New South Wales nordwärts bis in das südöstliche Queensland, wo es nördlich des zusammenhängenden Verbreitungsgebietes ein isoliertes Areal mit Vorkommen von Hoplocephalus stephensii gibt. Als Typlokalitäten wird Port Macquarie (am Hastings River), New South Wales, angeben. Als Lebensräume dienen mehr oder weniger feuchte Hartlaubwälder und Regenwälder. Besiedelte Habitate finden sich in Hängen, Gebirgsketten und Vorgebirgen, oft in der Nähe von Felsen.

## Lebensweise
Hoplocephalus stephensii führt eine nachtaktive Lebensweise und versteckt sich tagsüber meist unter Rinde, in Spalten, Höhlen oder Ritzen von Bäumen, aber auch unter Schiefergestein und in Felsspalten. Je nach Quelle wird die Art als teilweise bis vollständig arboreal (kletternd-baumbewohnende Lebensweise) beschrieben. Als Anitzjäger wartet sie auf potentielle Beutetiere in der Deckung. Zum Beutespektrum zählen vor allem Eidechsen wie Geckos und Skinke. Kleinsäuger einschließlich Fledermäuse sowie kleinere Vögel werden ebenfalls erbeutet. Die Fortpflanzung erfolgt durch Ovoviviparie, also ei-lebendgebärend. Die Geburt fällt in den Februar oder März, der Wurf eines Weibchens kann zwischen drei und acht Jungschlangen umfassen.
Gegenüber potentiellen Feinden legt Hoplocephalus stephensii ein ausgeprägtes Abwehrverhalten an den Tag, wenn sie in die Enge getrieben wird. Der Vorderkörper und der Hals werden in eine S-förmige Schleife gelegt, der Kopf wird abgeflacht und verbreitert und das Tier wendet sich dem Eindringling zu. Eine zu große Annäherung kann zu einer Reihe kurzer, schneller Bissen führen.

## Schlangengift
Die Art besitzt einen Giftapparat und setzt ihr Gift zum Beuteerwerb und zur Verteidigung ein. Bei einem Giftbiss wird nur eine geringe Menge des Giftsekrets abgegeben, Broad et al. (1979) ermittelten ein Trockengewicht von 4 mg. Die erwartete mittlere Letaldosis bei subkutaner Verabreichung wird mit 1,36 mg/ kg (Tierversuch, Maus) angegeben.

### Biochemie
Das Giftsekret von Hoplocephalus stephensii wurde hinsichtlich seiner Zusammensetzung mithilfe verschiedener biochemischer Methoden einschließlich  Transkriptomik, Umkehrphasen-HPLC, SDS-PAGE und Bottom-up-Proteomik untersucht. Das Sekret wurde zu circa 77 % (m/ m) von folgenden Proteinfamilien dominiert:
- Schlangengift-Metalloproteasen (SVMP; drei identifizierte Toxine)
- Phospholipase A2 (PLA2; fünf identifizierte Toxine)
- Drei-Finger-Toxine (3FTx; zwei Toxine)
- Schlangengift-Serinprotease (SVSP; ein Toxin: Hopsarin).

Zu den sekundären Proteinfamilien zählen eine L-Aminosäure-Oxidase, zwei natriuretische Peptide, zwei cysteinreiche sekretorische Proteine (CRiSP) und ein C-Typ-Lectin.

### Toxikologie
Bestandteile des Giftsekrets von Hoplocephalus stephensii wirken als Prokoagulantien, also Substanzen, die den Gerinnungsfaktor Prothrombin in seine aktive Form überführen. Dies führt zu einer Aktivierung der Blutgerinnung. Weiterhin sind wahrscheinlich Zytotoxine enthalten, die zum Absterben von Gewebe führen können. Neurotoxische und myotoxische Bestandteile sind vermutlich im Gift der Art enthalten, spielen jedoch klinisch eine untergeordnete Rolle. Bissunfälle mit Hoplocephalus stephensii müssen als für den Menschen potentiell lebensbedrohlich betrachtet werden. Eine Vergiftung tritt in 20 bis 40 Prozent der Bissunfälle mit der Art auf. Nach Giftbiss können lokal an der Bissstelle Schmerzen  Schwellungen auftreten, eine Nekrosebildung ist jedoch unwahrscheinlich. Neben unspezifischen Allgemeinsymptomen steht insbesondere die Gerinnungssymptomatik im Vordergrund. Durch Aufbrauch von Gerinnungsfaktoren kann sich eine Verbrauchskoagulopathie einstellen. Neben den Laborbefunden äußert sich diese unter Umständen durch Blutungen aus verschiedenen Körperöffnungen. Eventuell auftretende Schädigungen der Niere sind vermutlich ein sekundärer Effekt, direkt nephrotoxisch wirksame Toxine wurden nicht festgestellt. Neben der symptomatischen Therapie erfolgt die Therapie durch die Gabe von Antivenin (CSL Tiger Snake AV), unter Umständen sind mehrere Dosen des Antiserums erforderlich.